# Verkhni Baksan
Verkhni Baksan (en russe : Ве́рхний Бакса́н, en karatchaï balkar : Огъары Басхан) est un village du raïon de l'Elbrouz de la Kabardino-Balkarie, en Russie. Sa population s'élevait à 600 habitants en 2023.

## Géographie
Verkhni Baksan est située dans la république de Kabardino-Balkarie, un sujet de Ciscaucasie de la Russie. Le village se trouve dans le district fédéral du Caucase du Nord. Verkhni Baksan est l'une des localités du raïon de l'Elbrouz, une subdivision de la république dont le centre administratif est la ville de Tyrnyaouz. Le village forme l'établissement rural de Verkhni Baksan, une municipalité dont il est la seule localité.

## Démographie
Recensements (*) et estimations de la population:
| 2002 * | 2010* | 2021* | 2023 | - |
| ------ | ----- | ----- | ---- | - |
| 444    | 448   | 600   | 600  | - |